# Temesszékás község
Temesszékás község (románul: Comuna Secaș) község Temes megyében, Romániában. Központja Temesszékás, beosztott falvai Krimárvára, Lippakékes, Vizma.

## Népessége
A 2011-es népszámlálás adatai alapján a község népessége 299 fő volt.